# Ratusz w Kętrzynie
Ratusz w Kętrzynie – budynek mieści się przy placu Piłsudskiego. Został wybudowany w stylu eklektycznym w latach 1885–1886 z inicjatywy burmistrza Wiewiórowskiego. Jest to budowla z czerwonej cegły, trzykondygnacyjna. Do 1997 był nieprzerwanie siedzibą władz miejskich. Obecnie siedziba Urzędu Stanu Cywilnego oraz Biuro Dowodów Osobistych i Ewidencji Ludności.